# 卡爾達什 (涅任區)
51°13′3″N 31°55′0″E / 51.21750°N 31.91667°E
卡爾達什（烏克蘭語：Кардаші），是烏克蘭北部的村莊，隸屬切爾尼希夫州的尼任區。該村面積0.34平方公里，海拔高度125米，2001年人口2005，人口密度每平方公里5,897人。